# وتيد أرجنتيني
وتيد أرجنتيني (الاسم العلمي:Paxillus argentinus) هو نوع من الفطريات يتبع جنس الوتيد من الفصيلة الوتيدية.